# Жумагалі Саїн
Жумагалі Саїн (народився 25 грудня 1912 — помер 28 травня 1961) — радянський казахський поет, письменник і перекладач, учасник німецько-радянської війни.

## Біографія
Народився в аулі № 7 Жіландінскої волості Кокчетавского повіту Акмолинської області. З п'яти років залишився круглим сиротою. У 1923 році потрапив в Кокчетавский дитячий будинок. Почав друкуватися в 1928 році. У 1929—1930 роках проходив навчання в Петропавлівському педагогічному технікумі, 1931—1932 роках навчався в педагогічному інституті міста Алма-Ата. Керував відділом літератури та мистецтва редакції газети «Леніншил Жас». У 1937-38 роках керував секцією молодих письменників Спілки письменників Казахстану. Член КПРС з 1940 року. До 1941 року був на редакторській роботі в Казахському видавництві художньої літератури. З 1941 по 1944 рік брав участь у бойових діях проти німецько-фашистських загарбників на півдні України на посаді ротного політрука 410-го полку 102-ї стрілецької дивізії (Південно-Західний фронт). Улітку 1942 року, під час боїв біля річки Сіверський Донець разом зі своєю ротою потрапив в оточення; з тих, що вижили бійців сформував партизанський загін. Отримав тяжке поранення і після звільнення Луганська був відправлений у військовий госпіталь. Після закінчення війни в різний час працював директором Казахської державної філармонії, республіканського Будинку народної творчості, заступником редактора журналу «Жулдиз», головним редактором газети «Казах адебієті».

## Творча спадщина
Автор збірок патріотичної і громадянської поезії «Пісні щастя» (1936), «Похідні пісні» (1944), «Айгак» (1948), «Сама» (1957), повісті «В дорозі» (1961), поем «Алтай», «Ранкова прохолода» і ін. Переклав на казахську мову роман М. Ю. Лермонтова «Герой нашого часу», кілька частин киргизького епосу «Манас» та інші твори.
У різний час твори Жумагалі Саїна переводилися на російську, українську, киргизьку і узбецьку мови.

## Нагороди
- Орден Трудового Червоного Прапора (03.01.1959)
- Медалі

## Роботи
- Саїн Ж. Вибране: Вірші та поеми. — Алма-Ата: Жазуши, 1983. — 160 с.
- Саїн Дж. Стихи. — Алма-Ата: письменник, 1968. — 83 с.
- Саїна Ж. Простір. Вибране. — Алма-Ата: Каз. держ. вид. худож. літ-ри, 1957. — 232 с.
- Саїна Ж. Квітни, мій океан степовий; Бахит: Вірші //Антологія казахської дитячої поезії. — Алма-Ата: Жалин, 1983. — С. 235.

## Пам'ять
- Іменем поета в Алмати названа вулиця Саїна — найбільша транспортна магістраль міста.
- У будинку, де жив поет останні роки життя на вулиці Фурманова 120 встановлено меморіальну дошку.
- Вулиця Саїна також є в Кокшетау.